# Miki Zohar

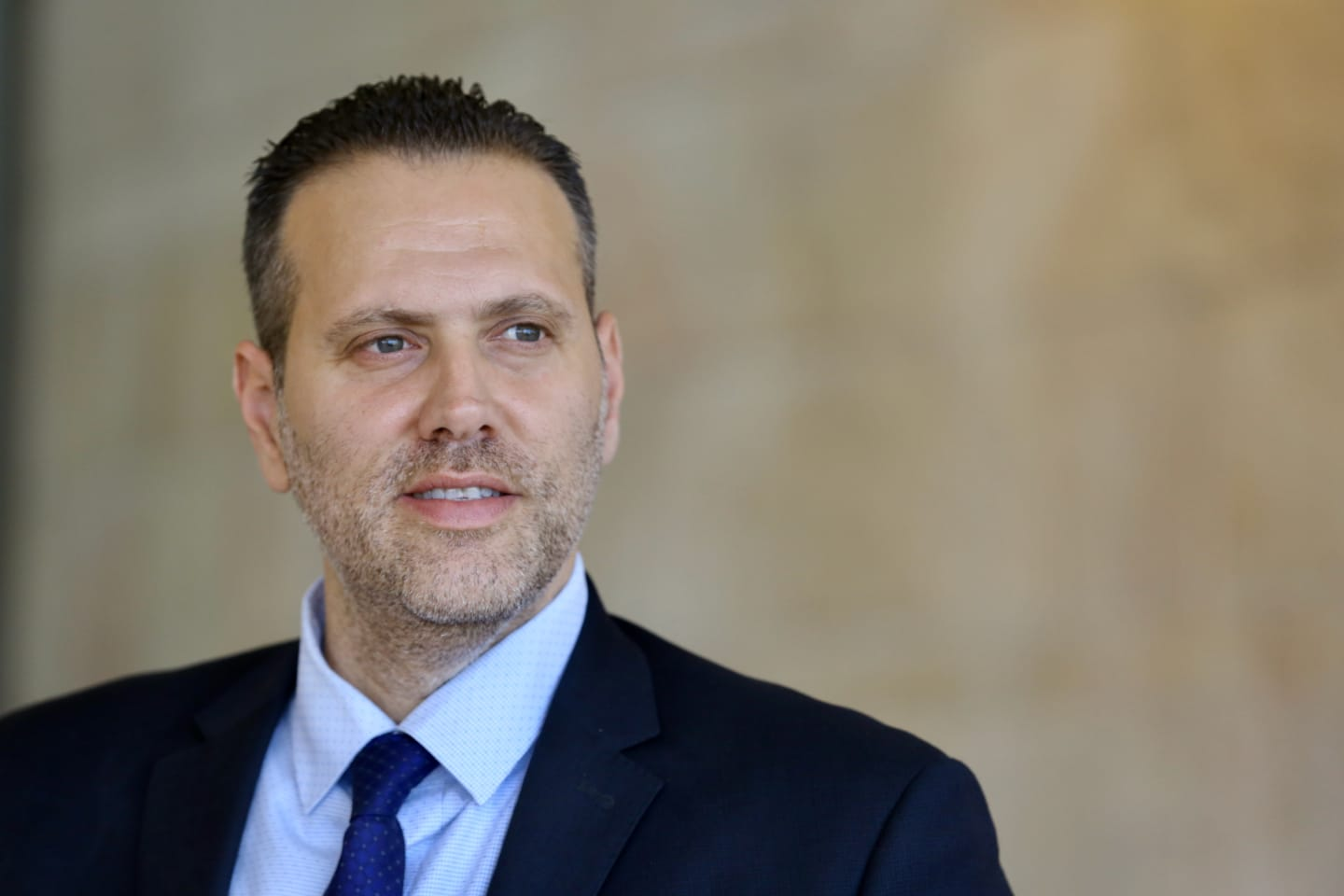
Miki Zohar, 2020

Miki Zohar (hebräisch מיקי זוהר, * 28. März 1980 in Kirjat Gat) ist ein israelischer Politiker der Likud-Partei und Rechtsanwalt.

## Leben
Zohar studierte Rechtswissenschaften an der Bar-Ilan-Universität und ist als Rechtsanwalt in Israel tätig. 2004 wurde er Präsident des israelischen Basketballvereins Maccabi Kiryat Gat B.C. Zohar ist seit 2015 Abgeordneter in der Knesset. Im Kabinett Netanjahu VI ist Zohar seit 29. Dezember 2022 Kultur- und Sportminister. Zohar ist verheiratet und hat vier Kinder.

## Politik
Im März 2017 sagte Zohar:
»Die Zwei-Staaten-Lösung ist tot. Was bleibt, ist eine Ein-Staat-Lösung, wobei die Araber hier nicht die volle Staatsbürgerschaft haben, den sonst können sie an den Knesset-Wahlen teilnehmen. In ihrer Stadt sollen sie [jeweils] das wählen und kandidieren können, mit administrativer Autonomie, unter israelischer Souveränität ...«
Zohar schlug vor, dass Israel das besetzte Westjordanland annektiert. Die dort lebenden Palästinenser sollten die israelische Staatsbürgerschaft erhalten, jedoch vom Wahlrecht ausgeschlossen sein. In der israelischen Presse wurde sein Vorschlag mit Apartheid verglichen.
Im Juni 2018 erregte Zohar international Aufsehen, als er Netanjahu lobte und dabei sagte:
»Die israelische Gesellschaft gehört der jüdischen Rasse. Und die jüdische Rasse ist das klügste, verständigste und beste Humankapital.«
Im Jahr 2024 forderte Zohar den rechtsextremen Finanzminister Bezalel Smotrich auf, jegliche staatliche Unterstützung für das israelische Tanzensemble Batsheva einzustellen, nachdem dieses die palästinensische Fahne (unter Dutzenden anderen Nationalfahnen) auf der Bühne gezeigt hatte.
Der israelische Faschismus-Forscher Zeev Sternhell sieht Abgeordnete wie Zohar (und Bezalel Smotrich) als Zeichen eines wachsenden Rassismus und Faschismus in Israel und vergleicht sie mit dem Anfangsstadium des Nationalsozialismus.
Anfang Juli 2025 gehörte Zohar zu den Unterzeichnern eines Briefes an Ministerpräsident Netanjahu, in dem 14 Minister der Likud-Partei sowie Knesset-Sprecher Amir Ohana die sofortige Annexion des Westjordanlandes forderten.